# 干地绣线菊
干地绣线菊（学名：Spiraea siccanea）为蔷薇科绣线菊属下的一个种。

## 扩展阅读
- 維基物種上的相關：干地绣线菊